# حمید خضوعی ابیانه
حمید خضوعی ابیانه (زاده ۱۴ شهریور ۱۳۴۲ در تهران) مدیر فیلم‌برداری اهل ایران است.
او تحصیل‌کرده کارشناسی مترجمی زبان انگلیسی از دانشگاه علامه طباطبایی است و در زمینه ترجمه مقالات سینمایی در زمینه فیلمبرداری هم فعالیت دارد. حمید خضوعی ابیانه فعالیت خود در سینما را در سال ۱۳۷۸ با فیلمبرداری فیلم بلند کودک و سرباز ساخته رضا میرکریمی آغاز کرد.

## مدیر فیلم‌برداری
- کشتن خواجه (۱۴۰۰)
- غلامرضا تختی (۱۳۹۷)
- تنگه ابوقریب (۱۳۹۶)
- تمارض (فیلم) (۱۳۹۵)
- دختر (فیلم ۱۳۹۴) (۱۳۹۴)
- بیگانه (۱۳۹۲)
- اینجا بدون من (۱۳۸۹)
- پرسه در مه (۱۳۸۸)
- یه حبه قند (۱۳۸۸)
- ملک سلیمان (۱۳۸۷)
- پابرهنه در بهشت (۱۳۸۴)
- خیلی دور، خیلی نزدیک (۱۳۸۳)
- خوابگاه دختران (۱۳۸۲)
- مارمولک (۱۳۸۲)
- اینجا چراغی روشن است (۱۳۸۱)
- پرنده باز کوچک (۱۳۸۰)
- زیر نور ماه (۱۳۷۹)
- سمفونی تاریک (۱۳۷۹)
- کودک و سرباز (۱۳۷۸)

## فیلمبردار
- محمد رسول‌الله (۱۳۹۴–۱۳۸۸)
- شب زیر آسمان (۱۳۷۹)
- خیلی دور، خیلی نزدیک(۱۳۸۳)
- اینجاچراغی روشن است(۱۳۸۱)

## جوایز
- سیمرغ بلورین بهترین فیلمبردار سی‌وهفتمین جشنواره فیلم فجر برای فیلم تختی - ۱۳۹۷[۴]
- تندیس بهترین فیلمبرداری از هشتمین جشنواره فیلم کازان روسیه برای فیلم یه حبه قند - ۱۳۹۲
- تندیس زرین بهترین فیلمبرداری از پانزدهمین دوره جشن خانه سینما برای فیلم اینجا بدون من - ۱۳۹۰
- تندیس بهترین فیلمبرداری از پنجمین جشن انجمن منتقدین و نویسندگان سینمای ایران برای فیلم یه حبه قند - ۱۳۹۰
- تندیس بهترین فیلمبرداری از چهارمین جشن انجمن منتقدین و نویسندگان سینمای ایران برای فیلم ملک سلیمان و پرسه در مه - ۱۳۸۹
- تندیس زرین بهترین فیلمبرداری از چهاردهمین دوره جشن خانه سینما برای فیلم ملک سلیمان - ۱۳۸۹
- تندیس زرین بهترین فیلمبرداری از یازدهمین دوره جشن خانه سینما برای فیلم پابرهنه در بهشت - ۱۳۸۶[۵]
- سیمرغ بلورین بهترین فیلمبرداری از بیست و پنجمین دوره جشنواره فیلم فجر برای فیلم پابرهنه در بهشت - ۱۳۸۵
- جایزه بهترین فیلمبرداری از بیست و نهمین جشنواره بین‌المللی فیلم قاهره برای فیلم خیلی دور خیلی نزدیک - ۲۰۰۵ (۱۳۸۴)
- سیمرغ بلورین بهترین فیلمبرداری از بیست و سومین دوره جشنواره فیلم فجر برای فیلم خیلی دور، خیلی نزدیک - ۱۳۸۳
- جایزه ویژه هیئت داوران بهترین فیلمبرداری از سی و سومین دوره جشنواره فیلم رشد برای اینجا چراغی روشن است - ۱۳۸۲
- سیمرغ بلورین بهترین فیلمبرداری از بیست و یکمین دوره جشنواره فیلم فجر برای فیلم اینجا چراغی روشن است - ۱۳۸۱
- دیپلم افتخار بهترین فیلمبرداری از نوزدهمین دوره جشنواره فیلم فجر برای فیلم زیر نور ماه - ۱۳۷۹[۶]